# Melasina rhythmopis
Melasina rhythmopis är en fjärilsart som beskrevs av Edward Meyrick 1928. Melasina rhythmopis ingår i släktet Melasina och familjen säckspinnare. Inga underarter finns listade i Catalogue of Life.